# Morti nel 1964/Senza giorno specificato
| Questa pagina contiene informazioni ricavate automaticamente dalle voci biografiche con l'ausilio del template Bio e di un bot. L'aggiornamento è periodico e automatico e ricostruisce completamente la pagina. Se manca una persona in questa lista, sei pregato di non aggiungerla, ma accertati piuttosto che la sua voce biografica contenga il template Bio e che i dati anagrafici siano correttamente compilati. Se il template Bio manca, inseriscilo tu stesso o, in alternativa, metti l'avviso {{tmp\|Bio}} che ne segnala la mancanza. Se i dati riportati sono sbagliati, correggi direttamente la voce biografica; le modifiche saranno visibili in questa lista entro pochi giorni. Per chiarimenti vedi il progetto biografie. La lista contiene solo le 86 persone che sono citate nell'enciclopedia e per le quali è stato implementato correttamente il template Bio. Pagina aggiornata al 3 mar 2024. |

- Elvira Martinez y Cabrera, pittrice italiana (n. 1902)
- Mehisti Hanim,  ottomana (n. 1892)
- Nikolaj Pavlovič Alechin, ingegnere sovietico (n. 1913)
- Franco Anastasi, pittore italiano (n. 1887)
- Hipólito Villa, generale messicano (n. 1881)
- Mario Bartoccini, pianista italiano (n. 1898)
- Oskar Becker, filosofo tedesco (n. 1889)
- Stefano Bellandi, arbitro di calcio, arbitro di rugby a 15 e dirigente sportivo italiano (n. 1892)
- Alfredo Belluomini, architetto e ingegnere italiano (n. 1892)
- Luigi Berti, critico letterario, poeta e scrittore italiano (n. 1904)
- Mario Berti, generale italiano (n. 1881)
- Benito Boccolari, scultore, incisore e ceramista italiano (n. 1888)
- Arturo Boiocchi, calciatore e allenatore di calcio italiano (n. 1888)
- Armando Bonino, calciatore e allenatore di calcio italiano
- Alfonso Borghesani, scultore e medaglista italiano (n. 1882)
- Charles Bouvier, bobbista e calciatore svizzero (n. 1898)
- Gerardo Branca, generale, dirigente sportivo e calciatore italiano (n. 1894)
- Daniele Calabi, architetto italiano (n. 1906)
- Pio Campa, attore e impresario teatrale italiano (n. 1881)
- Giuseppe Casucci, pittore italiano (n. 1877)
- James F. Chappell, astronomo e fotografo statunitense (n. 1891)
- Giovanni Ciardi-Dupré, medico italiano (n. 1905)
- Alighiero Ciattini, scrittore, tipografo e politico italiano (n. 1882)
- William Mansfield Clark, chimico statunitense (n. 1884)
- Egidio Dabbeni, ingegnere e architetto italiano (n. 1873)
- Zaccheus Daniel, astronomo statunitense (n. 1874)
- Primo Danieli, calciatore italiano (n. 1899)
- Antonino De Stefano, medievista italiano (n. 1880)
- Alfred Duggan, storico, archeologo e scrittore inglese (n. 1903)
- Carlo Esposito, giurista italiano (n. 1902)
- Louis Fage, biologo, speleologo e aracnologo francese (n. 1883)
- Luigi Falchi, aviatore italiano (n. 1873)
- Vladimir Favorskij, incisore e illustratore russo (n. 1886)
- Iacob Felecan, calciatore rumeno (n. 1914)
- Else Gebel, attivista tedesca (n. 1905)
- Vittorio Emanuele Giunti, pittore e ceramista italiano (n. 1894)
- Franz Paul Glass, grafico, tipografo e illustratore tedesco (n. 1886)
- Armand Godoy, poeta cubano (n. 1880)
- Adele Goldstine, informatica statunitense (n. 1920)
- Alexandra Gončarova, attrice russa (n. 1888)
- Maithili Sharan Gupt, poeta indiano (n. 1886)
- Vince Hayes, allenatore di calcio e calciatore inglese (n. 1879)
- Maurice Henneberg, calciatore svizzero (n. 1886)
- Gusztáv Kálniczky, schermidore ungherese (n. 1896)
- Robert Kinsey, tennista statunitense (n. 1897)
- Arturo Lezama, politico uruguaiano (n. 1899)
- Liu Baichuan, artista marziale cinese (n. 1870)
- Tom George Longstaff, alpinista britannico (n. 1875)
- Giovanni Marciani, generale italiano (n. 1886)
- Milton Margai, politico sierraleonese (n. 1895)
- Jacques Martin, filosofo e traduttore francese (n. 1922)
- Felice Mignone, politico e avvocato italiano (n. 1881)
- Irene Miller, sceneggiatrice e giornalista britannica (n. 1880)
- Mitsos Miràt, attore greco (n. 1878)
- Lorenzo Morbelli, calciatore italiano (n. 1913)
- William Morgan, regista e montatore britannico (n. 1899)
- Pammal Sambandha Mudaliar, regista teatrale, attore e drammaturgo indiano (n. 1873)
- Alessandro Nanni, sindacalista, politico e pittore italiano (n. 1890)
- Mario Niccoli, storico delle religioni italiano (n. 1904)
- Russell Nicholson, mafioso statunitense
- Carlo Oletti, judoka italiano (n. 1886)
- Raffaello Pacini, regista e sceneggiatore italiano (n. 1899)
- Giulia Perelli, tennista italiana (n. 1897)
- Alessandro Peroni, pianista e compositore italiano (n. 1874)
- Giuseppe Pianezza, sindacalista e politico italiano (n. 1892)
- Umberto Pomilio, chimico e imprenditore italiano (n. 1890)
- Miroslav Pospíšil, calciatore cecoslovacco (n. 1890)
- Guy Reiss, astronomo francese (n. 1904)
- Edmund Cecil Rhodes, statistico britannico (n. 1892)
- Juliet Rhys-Williams, economista e politica britannica (n. 1898)
- Ferruccio Rontini, pittore italiano (n. 1893)
- Giuseppe Rubino, avvocato e politico italiano (n. 1887)
- Alexander Rud Mills,  australiano (n. 1885)
- Rickard Sandler, politico svedese (n. 1884)
- Marguerite Sechehaye, psicologa svizzera (n. 1887)
- Henry Sheffer, logico e matematico statunitense (n. 1883)
- Badr Shākir al-Sayyāb, poeta iracheno (n. 1926)
- Giuseppe Steiner, politico, scrittore e avvocato italiano (n. 1898)
- Emilio Strafelini, anarchico e antifascista italiano (n. 1897)
- Parikshith Thampuran, principe indiano (n. 1876)
- Václav Vaník, calciatore cecoslovacco (n. 1905)
- Dionysios Vasilopoulos, nuotatore e pallanuotista greco (n. 1902)
- Mario Venditti, avvocato e politico italiano (n. 1889)
- Ion Vinea, scrittore e pubblicista rumeno (n. 1895)
- Burkhart Waldecker, esploratore tedesco (n. 1902)
- Øjvind Winge, biologo e genetista danese (n. 1886)